# 16. Deutscher Bundestag
Der 16. Deutsche Bundestag wurde nach der vorzeitigen Auflösung des 15. Deutschen Bundestages am 18. September 2005 gewählt, konstituierte sich am 18. Oktober 2005 und wurde am 27. Oktober 2009 von dem am 27. September 2009 gewählten 17. Deutschen Bundestag abgelöst. Insgesamt tagte der 16. Deutsche Bundestag in 233 Sitzungen, wobei die letzte Sitzung am 8. September 2009 stattfand.
Alterspräsident der ersten Sitzung war Otto Schily (SPD).
Am 22. November 2005 wählte der 16. Bundestag Angela Merkel mit 397 Ja-Stimmen, 202 Nein-Stimmen und 12 Enthaltungen im ersten Wahlgang zur Bundeskanzlerin (siehe auch Kabinett Merkel I).

## Mitglieder des Bundestages
Der 16. Bundestag hatte zu Beginn der Legislaturperiode insgesamt 614 Abgeordnete, am Ende dieser noch 611 Abgeordnete. Den höchsten Sitzanteil hatte die CDU/CSU mit 226 Sitzen (am Ende 222), worauf die SPD mit 222 Sitzen (am Ende 221) folgte. Zudem waren im 16. Bundestag noch die FDP (61 Sitze), Die Linke.PDS (54 Sitze, am Ende 53) und Bündnis 90/Die Grünen (51 Sitze) vertreten. Durch Austritte von Abgeordneten gab es zeitweise insgesamt drei fraktionslose Abgeordnete.

## Präsidium des Bundestages
Norbert Lammert wurde in der ersten Sitzung mit 564 Stimmen Ja-Stimmen, 25 Nein-Stimmen und 17 Enthaltungen zum Bundestagspräsident gewählt. Während die Wahl der CDU/CSU-, SPD-, FDP- und Grünen-Kandidaten für die Position der Vizepräsidenten unproblematisch verliefen, kam es zum Eklat, als der Die Linke.PDS-Kandidat Lothar Bisky mit 225 Ja-Stimmen, 312 Nein-Stimmen und 55 Enthaltungen abgelehnt wurde. Auch im zweiten Wahlgang wurde Bisky nicht gewählt. Erst in der 33. Sitzung wurde mit Petra Pau eine Vizepräsidentin der Fraktion gewählt.

## Arbeit
Insgesamt kam es in der 16. Legislaturperiode zu einer Bilanz von 14.163 Bundestagsdrucksachen, was bis zu diesem Zeitpunkt einen neuen Rekord darstellte. Übertroffen wurde diese Anzahl vom 17. Deutsche Bundestag, der insgesamt 14.732 Drucksachen produzierte.

### Gesetze
Insgesamt kam es zur Einbringung von 905 Gesetzesinitiativen in den Bundestag, wovon sich 537 auf Regierungsvorlagen, 104 auf Initiativen des Bundesrates und 264 auf Initiativen des Bundestages verteilen. 852 Gesetze wurden in 1. Beratung behandelt und insgesamt 616 vom Bundestag verabschiedet.
Besondere Bedeutung hatte hierbei die Föderalismusreform, welche am 30. Juni 2006 in der 44. Sitzung des 16. Bundestag mit 428 Ja-Stimmen gegen 162 Nein-Stimmen und 3 Enthaltungen beschlossen wurde. Mit der Föderalismusreform II wurde die Schuldenbremse in das Grundgesetz aufgenommen. Beschlossen wurde die Reform in der 225. Sitzung am 29. Mai 2009 als „Gesetz zur Änderung des Grundgesetzes (Artikel 91 c, 91 d, 104 b, 109, 109 a, 115, 143 d)“.
Der 16. Bundestag führte zudem das Elterngeld ein, indem er am 29. September 2006 das Bundeselterngeld- und Elternzeitgesetz verabschiedete, das am 1. Januar 2007 in Kraft trat. Das Elterngeld ersetzte das bis zu diesem Zeitpunkt bestehende Erziehungsgeld (siehe auch Bundeserziehungsgeldgesetz).
Mit dem Gesetz zur Stärkung des Wettbewerbs in der gesetzlichen Krankenversicherung wurde am 2. Februar 2007 eine Gesundheitsreform beschlossen (siehe auch Die Gesundheitsreform 2007).
Für Kontroversen sorgte das Zugangserschwerungsgesetz, das am 18. Juni 2009 in der 227. Sitzung des 16. Bundestages beschlossen wurde. Das Gesetz trat 2010 in Kraft, wurde aber nicht angewendet und am 29. Dezember 2011 offiziell aufgehoben. Bezüglich der Netzpolitik sorgte zudem das „Gesetz zur Neuregelung der Telekommunikationsüberwachung und anderer verdeckter Ermittlungsmaßnahmen sowie zur Umsetzung der Richtlinie 2006/24/EG“ für Kontroversen, welches die Vorratsdatenspeicherung regelte und nach Verfassungsbeschwerden am 2. März 2010 für verfassungswidrig erklärt wurde.
Im Zuge der Finanzkrise ab 2007 beschloss der 16. Bundestag in das Finanzmarktstabilisierungsgesetz, das als Eilgesetz am 17. Oktober 2008 verabschiedet wurde. Zu Abänderungen dieses Gesetzes kam es durch das Finanzmarktstabilisierungsergänzungsgesetz, welches am 20. März 2009 verabschiedet wurde, und durch das Finanzmarktstabilisierungsfortentwicklungsgesetz, welches am 3. Juli 2009 verabschiedet wurde. Im Zuge der Finanzkrise kam es zudem zu zwei Konjunkturprogrammen, die am 4. Dezember 2008 (Konjunkturpaket I) beziehungsweise am 13. Februar 2009 (Konjunkturpaket II) im Bundestag verabschiedet wurden.
Weiterhin kam es während der 16. Legislaturperiode zu einer Neufassung des BKA-Gesetzes und des VW-Gesetzes, das am 12. November 2008 beziehungsweise am 14. November 2008 verabschiedet wurde.

### Ausschüsse
Der 16. Bundestag hatte 22 ständige Ausschüsse. Im Vergleich zum 15. Deutschen Bundestag existierte der Ausschuss für Wirtschaft und Technologie, der Ausschuss für Ernährung, Landwirtschaft und Verbraucherschutz, der Ausschuss für Arbeit und Soziales, der Ausschuss für Gesundheit, der Ausschuss für Verkehr, Bau- und Stadtentwicklung. Dafür existierten der Ausschuss für Wirtschaft und Arbeit, der Ausschuss für Verbraucherschutz, Ernährung und Landwirtschaft, der Ausschuss für Gesundheit und soziale Sicherung und der Ausschuss für Verkehr, Bau- und Wohnungswesen nicht mehr.

### Gremien
Der 16. Bundestag konstituierte zehn Gremien, wozu auch spezielle Kontrollgremien gehörten. Die Aufgabe der Gremien bestand darin, „politische Debatten vor[zu]bereiten“, wobei die „Arbeitsbereiche über die Beratung von konkreten Gesetzesvorhaben hinausgehen“ würden. Zu den Gremien gehören auch Enquete-Kommissionen.
| Ausschuss                                                                                           | Vorsitz         | Mitglieder                                                                           | CDU/CSU | SPD | FDP | Die Linke.PDS | Bündnis 90/ Die Grünen |
| Gremium nach Artikel 13 Absatz 6 Grundgesetz                                                        | Norbert Geis    | 9                                                                                    | 3       | 3   | 1   | 1             | 1                      |
| Enquete-Kommission Kultur in Deutschland                                                            | Gitta Connemann | 11 (+11 Sachverständige)                                                             | 4       | 4   | 1   | 1             | 1                      |
| Parlamentarischer Beirat zu Fragen der Ethik insbesondere in den Lebenswissenschaften (Ethikbeirat) | René Röspel     | 9                                                                                    | 3       | 3   | 1   | 1             | 1                      |
| Gremium gemäß § 10a des Finanzmarktstabilisierungsgesetzes                                          |                 | 9                                                                                    | 3       | 3   | 1   | 1             | 1                      |
| Kommission zur Modernisierung der Bund-Länder-Finanzbeziehungen                                     | Peter Struck    | 16 Bundestag (+16 Bundesrat)                                                         | 6       | 6   | 2   | 1             | 1                      |
| G 10-Kommission                                                                                     |                 | 4 (2 Abgeordnete + 2 Personen, die nicht Abgeordnete des Deutschen Bundestages sind) |         |     | 1   | 1             |                        |
| Parlamentarisches Kontrollgremium (PKGr)                                                            | Max Stadler     | 9                                                                                    | 3       | 3   | 1   | 1             | 1                      |
| Gremium nach § 23c Absatz 8 Zollfahndungsdienstgesetz                                               | Ruprecht Polenz | 9                                                                                    | 3       | 3   | 1   | 1             | 1                      |
| Parlamentarischer Beirat für nachhaltige Entwicklung                                                | Günter Krings   | 20                                                                                   | 7       | 7   | 2   | 2             | 2                      |
| Wahlausschuss                                                                                       |                 | 12                                                                                   | 5       | 4   | 1   | 1             | 1                      |

Farbig markiert sind die Fraktionen, die im jeweiligen Gremium den Vorsitz stellen.

### Organisationen
Im Jahr 2007 wurde das Verbindungsbüro des Deutschen Bundestages in Brüssel gegründet.

## Parlamentarische Kontrolle

### Anfragen, Aktuelle Stunden und Befragungen
Insgesamt kam es während des 16. Bundestag zu 63 großen Anfragen und 3.299 kleinen Anfragen. Zudem gab es 113 aktuelle Stunden, 67 Fragestunden und 59 Befragungen der Bundesregierung.

### Untersuchungsausschüsse
Während der Legislaturperiode des 16. Bundestages kam es zu zwei Untersuchungsausschüssen.

#### 1. Untersuchungsausschuss
Am 7. April 2006 wurde der 1. Untersuchungsausschuss eingesetzt, der auch als „BND-Untersuchungsausschuss“ bezeichnet wird. Zwischen dem 7. April 2006 und dem 18. Juni 2009 fanden 125 Sitzungen statt, um offene Fragen nach dem Bericht der Bundesregierung bezüglich „Vorgängen im Zusammenhang mit dem Irakkrieg und der Bekämpfung des internationalen Terrorismus“ zu klären, welcher dem Parlamentarischen Kontrollgremium am 20. Februar 2006 vorgelegt wurde. Dabei waren unter anderem auch die Fälle Kurnaz und al-Masri Untersuchungsschwerpunkte.
Der Ausschuss bestand aus vier Abgeordneten der CDU/CSU (Siegfried Kauder, Kristina Schröder, Günter Krings, Stephan Mayer), vier Abgeordneten der SPD (Michael Bürsch, Wolfgang Gunkel, Michael Hartmann, Johannes Jung) und jeweils einem Abgeordneten der FDP (Max Stadler), der Linken (Norman Paech) und des Bündnis 90/Die Grünen (Hans-Christian Ströbele). Vorsitzender war Siegfried Kauder.
Der Abschlussbericht des Untersuchungsausschusses ist 1.430 Seiten lang und wurde am 18. Juni 2009 veröffentlicht.

#### 2. Untersuchungsausschuss
Der 2. Untersuchungsausschuss wurde am 23. April 2009 eingesetzt, er wurde auch als „Hypo Real Estate-Ausschuss“ bezeichnet. Dabei ging es um die Rolle des Bundesministerium der Finanzen und der Bundesbank an den „Missständen bei der Hypo Real Estate Holding AG“. Bis zum 18. September 2009 fanden 23 Sitzungen statt.
Der Ausschuss bestand aus vier Abgeordneten der CDU/CSU (Leo Dautzenberg, Christian Hirte, Daniela Raab, Klaus-Peter Willsch), vier Abgeordneten der SPD (Nina Hauer, Hans-Ulrich Krüger, Reinhard Schultz, Jörg-Otto Spiller) und jeweils einem Abgeordneten der FDP (Volker Wissing), der Linken (Axel Troost) und des Bündnis 90/Die Grünen (Gerhard Schick). Vorsitzender war Hans-Ulrich Krüger.
Der Abschlussbericht des Untersuchungsausschusses ist 372 Seiten lang und wurde am 18. September 2009 veröffentlicht.

## Sondersitzungen
Während der 16. Wahlperiode kam es auf Anträge der Bundeskanzlerin zu zwei Sondersitzungen, dabei handelte es sich um die 49. Sitzung am 19. September 2006 und die 198. Sitzung am 14. Januar 2009.
In der 49. Sitzung ging es um die „Beteiligung bewaffneter deutscher Streitkräfte an der United Nations Interim Force in Lebanon“. Themen der 198. Sitzung waren die Regierungserklärung durch die Bundeskanzlerin und eine Debatte zur „aktuellen Lage im Nahen Osten“.

## Reden ausländischer Gäste vor den Mitgliedern des Deutschen Bundestages
Am 27. Januar 2007 las der Literaturnobelpreisträger Imre Kertész anlässlich der Gedenkstunde des Deutschen Bundestages zum "Tag des Gedenkens an die Opfer des Nationalsozialismus" aus seinem Roman Kaddisch für ein nicht geborenes Kind.
Für den 25. Januar 2008 wurde Lenka Reinerová eingeladen, um die Eröffnungsrede der Gedenkstunde für die Opfer des Nationalsozialismus zu halten. Sie konnte aufgrund gesundheitlicher Gründe nicht teilnehmen, weswegen die Schauspielerin Angela Winkler Texte von Reinerová vortrug.